# Nusbaum

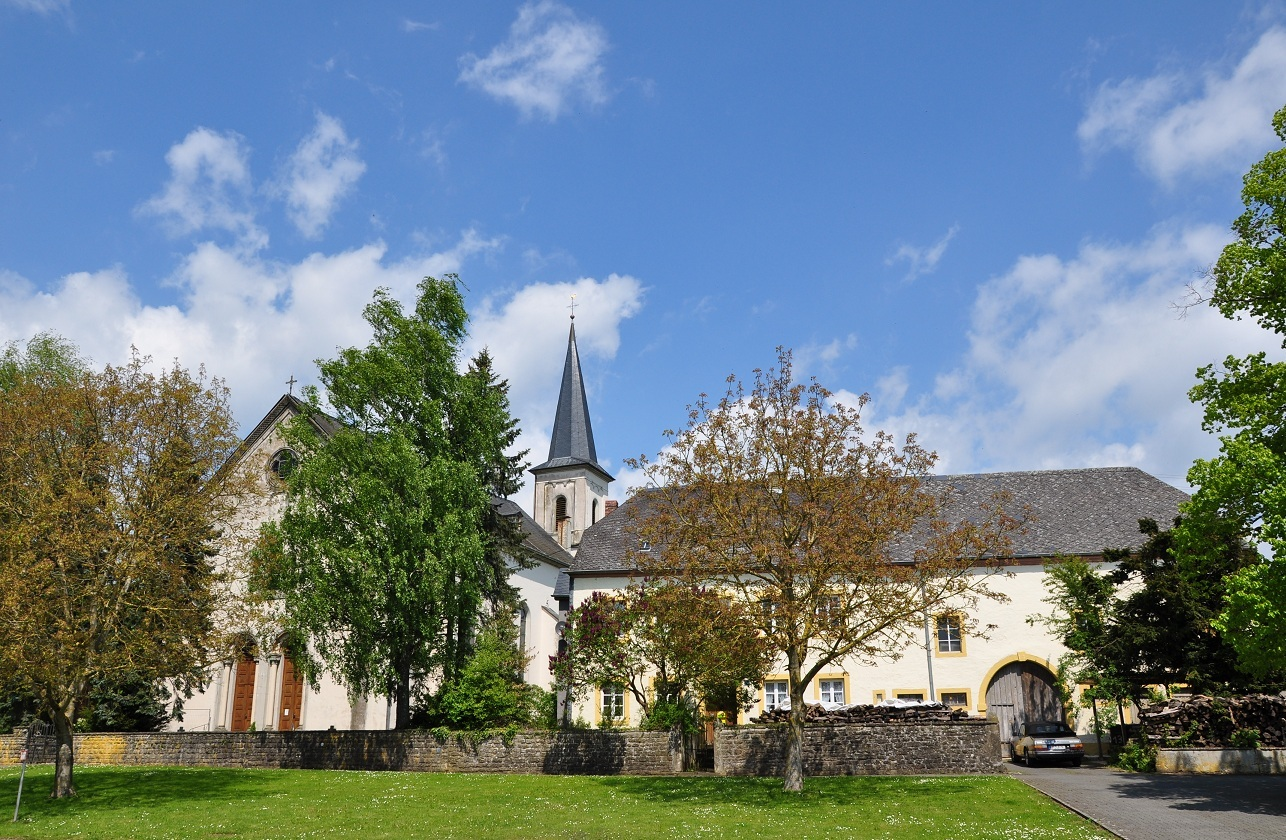
Kirche, Nusbaum

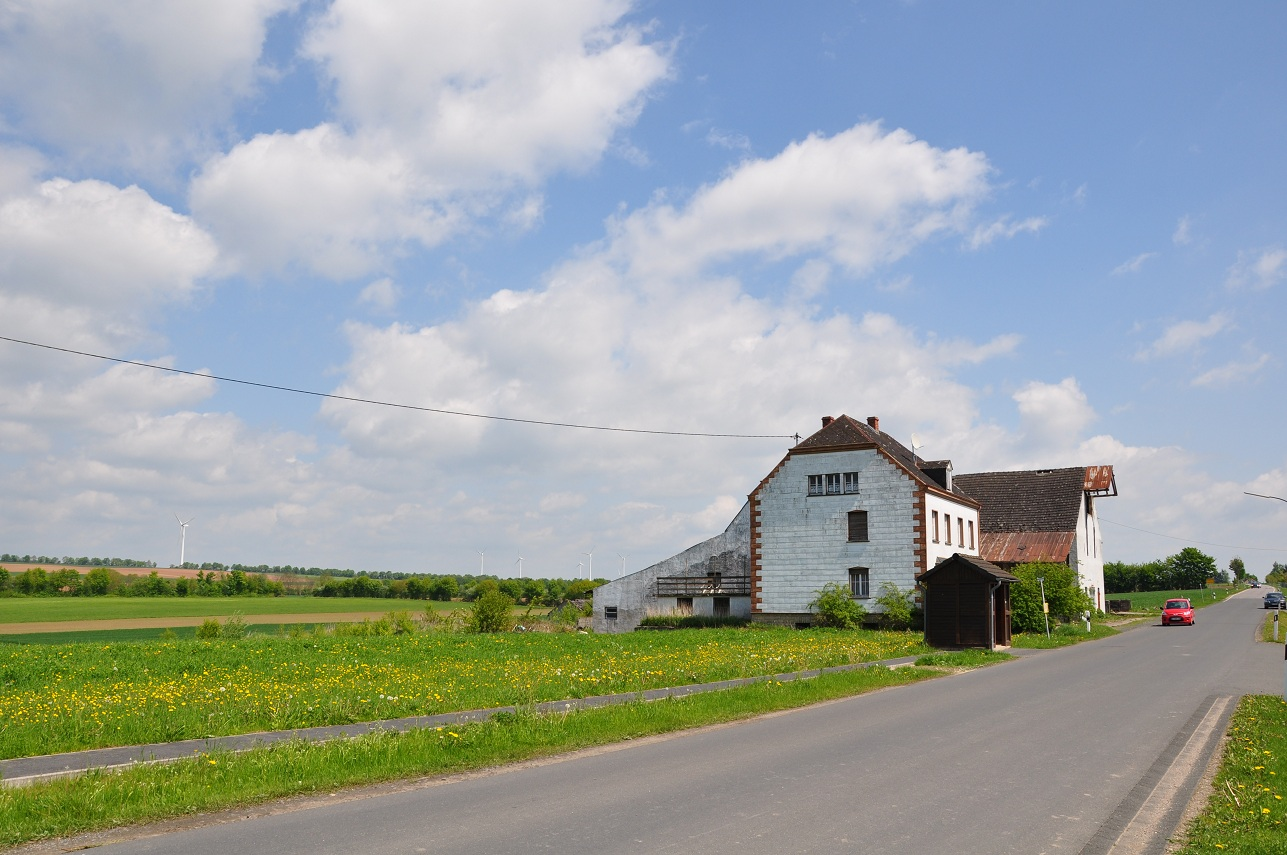
Weg von Hommerdingen nach Nusbaum

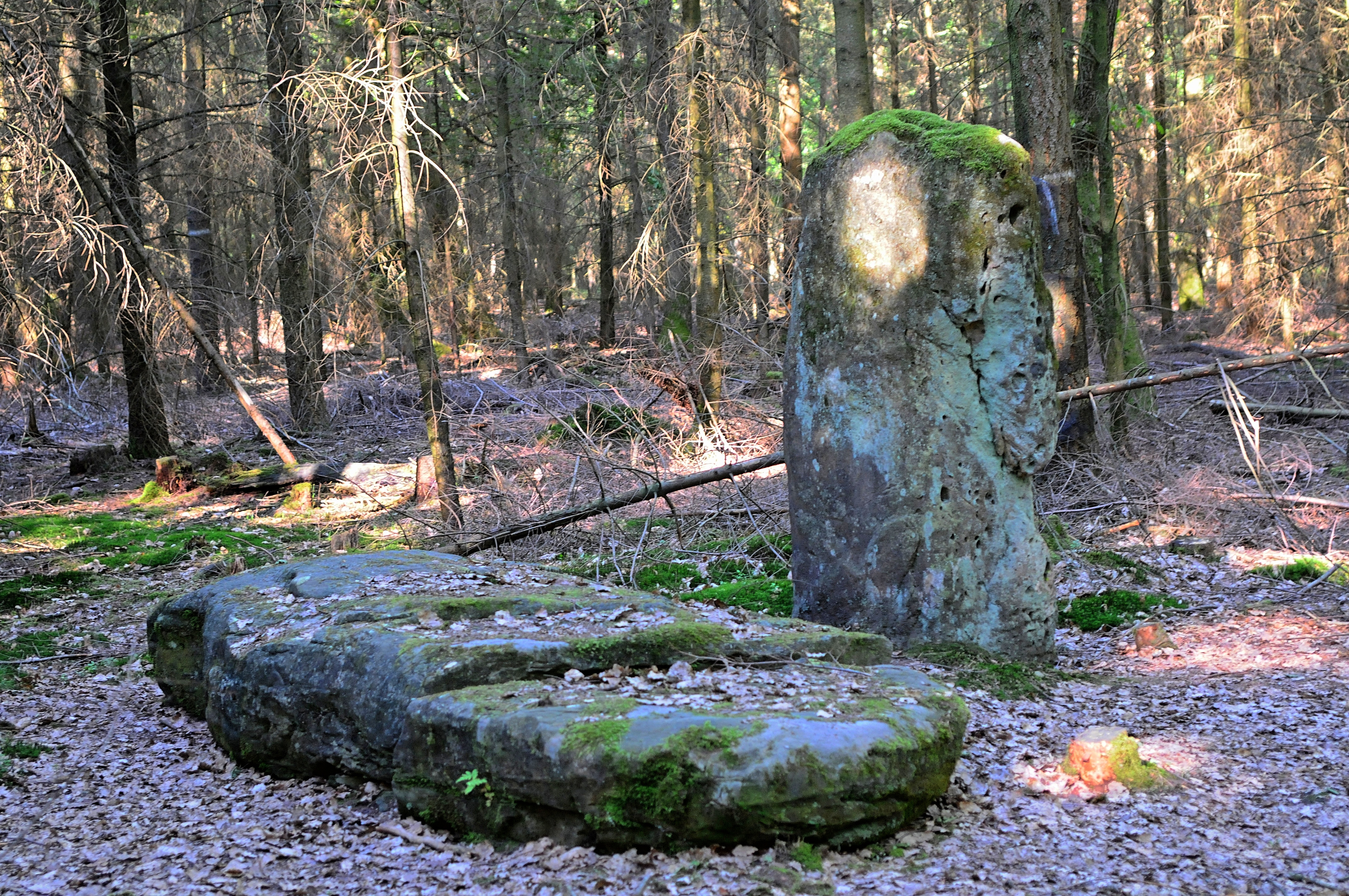
Nusbaumer Menhire

Nusbaum ist eine Ortsgemeinde im Eifelkreis Bitburg-Prüm in Rheinland-Pfalz. Sie gehört der Verbandsgemeinde Südeifel an.

## Geographie
Die Gemeinde liegt im Naturpark Südeifel. Zu Nusbaum gehört auch der Ortsteil Freilingen mit dem Weiler Freilingerhöhe. Zum Hauptort selbst gehören die Weiler Nusbaumerhöhe, Rohrbach, Silberberg und Stockigt.
Nachbarorte von Nusbaum sind die Ortsgemeinden Mettendorf im Norden, Enzen im Osten, Schankweiler und Ferschweiler im Südosten, Bollendorf im Süden, Wallendorf und Biesdorf im Südwesten, Kruchten und Hommerdingen im Westen sowie Hüttingen bei Lahr im Nordwesten.

## Geschichte
Die Region um Nusbaum war schon früh besiedelt, was durch den Fund mehrerer Hügelgräber in der Nähe der sogenannten Wikingerburg (Abschnittsbefestigung aus der Urnenfelderzeit) belegt werden konnte. Es handelt sich um sieben einzelne Grabhügel, die teilweise bereits 1875 untersucht wurden und hauptsächlich Keramik-Beigaben enthielten. Anhand der Funde konnte eine Datierung in das 12. bis 11. Jahrhundert v. Chr. und somit in die jüngere Bronzezeit erfolgen.
Die erste datierte urkundliche Erwähnung für den Ortsteil Nusbaum stammt aus dem Jahre 1317. Doch schon nach einem undatierten Echternacher Prozessionsverzeichnis, das der Schrift nach aus dem 12. Jahrhundert stammt, gehörte Nushem gemeinsam mit den benachbarten Dörfern Mettendorf, Lahr, Peffingen, Stockem, Holsthum, Schankweiler, Kruchten, Bettingen, Frenkingen, Oberweis und Utscheid zu jenen Dörfern, die mit weiteren Kirchengemeinden der westlichen Eifel jeweils am Donnerstag nach Pfingsten zur Prozession nach Echternach verpflichtet waren.
Freilingen wurde 1364 unter dem Namen Vrilingen erstmals genannt. Beide Ortschaften gehörten bis zum Ende des 18. Jahrhunderts zur Grafschaft Vianden im Herzogtum Luxemburg (Quartier Vianden). Nusbaum war Hauptort einer Meierei.
Im Jahr 1794 hatten französische Revolutionstruppen die Österreichischen Niederlande, zu denen das Herzogtum Luxemburg gehörte, besetzt und im Oktober 1795 annektiert. Von 1795 bis 1814 gehörte der Ort zum Kanton Vianden im Wälderdepartement. Nusbaum war Sitz einer Mairie. Im Jahr 1815 wurde das ehemals luxemburgische Gebiet östlich der Sauer und der Our auf dem Wiener Kongress dem Königreich Preußen zugeordnet. Damit kam die Gemeinde Nusbaum 1816 zum Kreis Bitburg im Regierungsbezirk Trier in der Provinz Großherzogtum Niederrhein, die 1822 in der Rheinprovinz aufging. Nusbaum wurde Amtssitz der gleichnamigen Bürgermeisterei, zu der auch die damals noch eigenständige Gemeinde Freilingen und die Gemeinde Hüttingen gehörten. Die Bürgermeisterei Nusbaum bestand bis 1914 und ging in der Bürgermeisterei Körperich auf.
Nach dem Ersten Weltkrieg zeitweise französisch besetzt und nach dem Zweiten Weltkrieg der französischen Besatzungszone zugeordnet, ist der Ort seit 1946 Teil des damals neu gebildeten Landes Rheinland-Pfalz.
Die heutige Gemeinde entstand am 7. Juni 1969 durch Neubildung aus den aufgelösten Gemeinden Freilingen (195 Einwohner) und Nusbaum (345 Einwohner).
Statistik zur Einwohnerentwicklung
Die Entwicklung der Einwohnerzahl von Nusbaum bezogen auf das heutige Gemeindegebiet; die Werte von 1871 bis 1987 beruhen auf Volkszählungen:
| Jahr | Einwohner |
| ---- | --------- |
| 1815 | 287       |
| 1835 | 489       |
| 1871 | 504       |
| 1905 | 493       |
| 1939 | 560       |
| 1950 | 536       |
| 1961 | 561       |

| Jahr | Einwohner |
| ---- | --------- |
| 1970 | 542       |
| 1987 | 454       |
| 2005 | 453       |
| 2011 | 485       |
| 2017 | 459       |
| 2023 | 436       |

## Politik

### Gemeinderat
Der Gemeinderat in Nusbaum besteht aus acht Ratsmitgliedern, die bei der Kommunalwahl am 9. Juni 2024 in einer Mehrheitswahl gewählt wurden, und dem ehrenamtlichen Ortsbürgermeister als Vorsitzendem.

### Ortsbürgermeister
Johann Hoff wurde am 25. Juli 2019 Ortsbürgermeister von Nusbaum. Bei der Direktwahl am 26. Mai 2019 war er mit einem Stimmenanteil von 83,19 % gewählt worden. Bei der Direktwahl am 9. Juni 2024 wurde er als einziger Bewerber mit 70,5 % für weitere fünf Jahre in seinem Amt bestätigt.
Hoffs Vorgänger waren Herbert Hermes (Ortsbürgermeister 2009–2019) und Hermann Valentin (1979–2009).

## Wappen
| Wappen von Nusbaum | Blasonierung: „Schild schräggeteilt, vorne in Rot ein goldener Schlüssel, hinten in Silber ein schräg schwarzes Menhir-Kreuz.“ |
| Wappen von Nusbaum | Wappenbegründung: Patron der Kirche und Gemeinde Nusbaum ist der Apostel Petrus. Petrus wird mit dem Schlüssel dargestellt. Schlüsselgriff und ‑bart sind in Kreuzform gewählt worden, da Petrus den Kreuzestod erlitten hat. Das sogenannte Fraubillenkreuz, ein christianisierter Menhir aus der Keltenzeit, steht auf Bann Nusbaum. Die Farben Rot/Silber weisen darauf hin, dass Nusbaum im Mittelalter zur Grafschaft Vianden gehörte. |

## Sehenswürdigkeiten
- Katholische Pfarrkirche St. Peter, erbaut 1848–50
- Das Fraubillenkreuz, ein Menhir, den der irische Wandermönch Sankt Willibrord im 8. Jahrhundert persönlich zu einem Kreuz umgemeißelt haben soll, steht im Wald der Nusbaumer Hardt.
- Im Wald rund 600 Meter nordnordwestlich des Fraubillenkreuzes befinden sich die Nusbaumer Menhire II und III sowie die Nusbaumer Menhirfragmente.
- Filialkirche Sankt Georg und Cornelius in Nusbaum-Freilingen mit einem Turm aus der ersten Hälfte des 12. Jahrhunderts.

## Verkehr
Bei Nusbaum kreuzen sich die Landesstraßen L 2 und L 3. Im Ortsteil Freilingen beginnt die Kreisstraße K 4.